# Manuel Moneo
Manuel Moneo Lara (Jerez de la Frontera; 1949-Ib., 19 de diciembre de 2017) fue un cantaor de flamenco español de etnia gitana.

## Biografía

### Familia
Fue el hermano mayor de una saga de grandes artistas gitanos jerezanos a la que también pertenecen su hermano, Juan Moneo El Torta, fallecido en 2013, y "Luís de Pacote". Cantaor muy estimado por los aficionados al ortodoxo. Fue un maestro del cante por seguiriyas y guardián de los viejos cantes de bulerías por soleá de su tierra. También destacaba su cante por saetas.

## Participaciones
Participó en la película Flamenco, de Carlos Saura.

## Galardones
- Premio Nacional al Mejor Disco de 1974 por 'Nueva Frontera del Cante' otorgado por la Cátedra de flamencología de Jerez[1]
- Copa Jerez de la Cátedra de Flamencología correspondiente al bienio 84-86, en 1987
- Premio Tío Pepe de Flamenco 2001[6]
- Insignia de Oro de la Peña Flamenca Los Cernícalos (Jerez ), 2009[7]
- Palma de Plata de la Sociedad del Cante Grande de Algeciras en 2012[8]
- Album Pa mi Manué editado dentro de la colección Flamenco y Universidad en 2016[9]
- Hijo Predilecto de Jerez de la Frontera en 2016[10]
- La Fiesta de la Bulería 2018 se realiza en su honor
- En 2020 Jerez le dedica una calle en su nombre.[11]

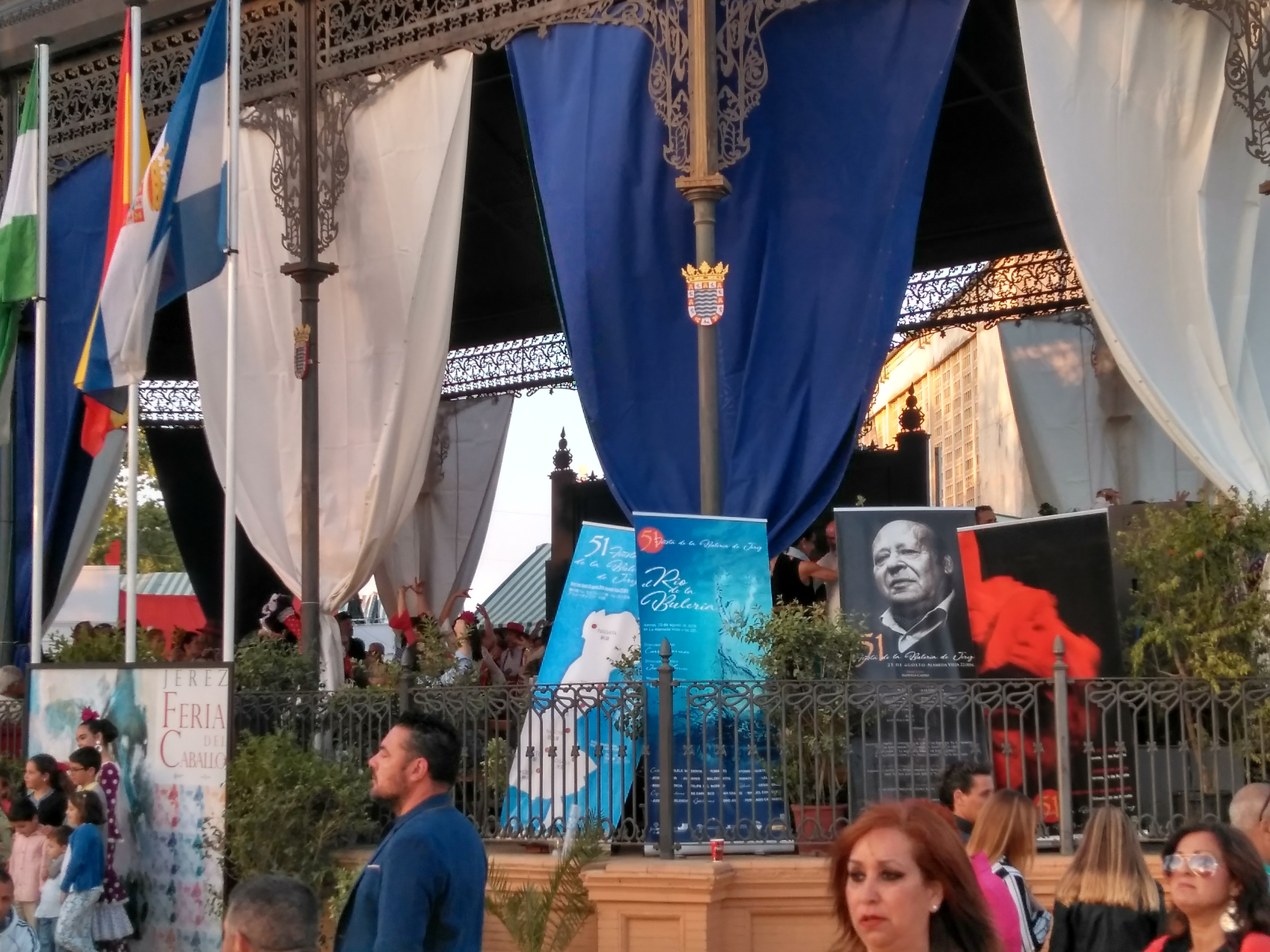
Cartel anunciador de la 51.ª Fiesta de la Bulería, Dedicada a Manuel Moneo